# Euplectrus reticulatus
Euplectrus reticulatus is een vliesvleugelig insect uit de familie Eulophidae. De wetenschappelijke naam is voor het eerst geldig gepubliceerd in 2003 door Zhu & Huang.